# Hong Kong la Jocurile Olimpice de iarnă din 2014
Hong Kong a participat la Jocurile Olimpice de iarnă din 2014 din Soci, Rusia în perioada 7 - 23 februarie 2014. Pan-To Barton Lui a fost singurul reprezentant al țării, și a participat la probele de patinaj viteză pe pistă scurtă. Trei oficiali au făcut și ei parte din delegație.

## Competitori
| Sport                          | Masculin | Feminin | Total |
| ------------------------------ | -------- | ------- | ----- |
| Patinaj viteză pe pistă scurtă | 1        | 0       | 1     |
| Total                          | 1        | 0       | 1     |

## Patinaj viteză pe pistă scurtă
Hong Kong a obținut un loc de calificare. Barton a fost primul bărbat care a participat pentru Hong Kong la Jocurile Olimpice de iarnă.
Pan-To Barton Lui a obținut locul 30 din 39 de sportivi participanți la proba de 1500 m masculin, rezultat insuficient pentru calificare. Astfel, Hong Kong a rămas fără nicio medalie la această ediție.
| Sportiv           | Probă           | Calificări | Calificări | Semifinale   | Semifinale   | Finală       | Finală | Finală |
| Sportiv           | Probă           | Timp       | Loc        | Timp         | Loc          | Timp         | Loc    |        |
| ----------------- | --------------- | ---------- | ---------- | ------------ | ------------ | ------------ | ------ | ------ |
| Pan-To Barton Lui | 1500 m masculin | 2:22.139   | 5          | Nu a avansat | Nu a avansat | Nu a avansat | 30     |        |